# Canicule européenne d'août 2003
Pour les articles homonymes, voir Canicule en Europe.
La canicule européenne de 2003 est un événement climatique d'ampleur exceptionnelle survenu de juin à août 2003 et marqué par de nombreux records de température au cours de la première quinzaine d'août. Cette canicule a suivi un printemps exceptionnellement chaud et sec où les températures atteignent à certains endroits déjà 30 °C fin avril. Cette canicule importante associée à une sécheresse record rappelle la vague de chaleur de l'été 1947 en Europe et la sécheresse de 1976.
Dans certains pays, comme la France ou le Portugal, les conséquences sur les écosystèmes, la population, et les infrastructures sont importantes et provoquent une crise politique. Dans la plupart des stations météorologiques, le mercure a atteint ou dépassé 40 °C.

## Situation météorologique

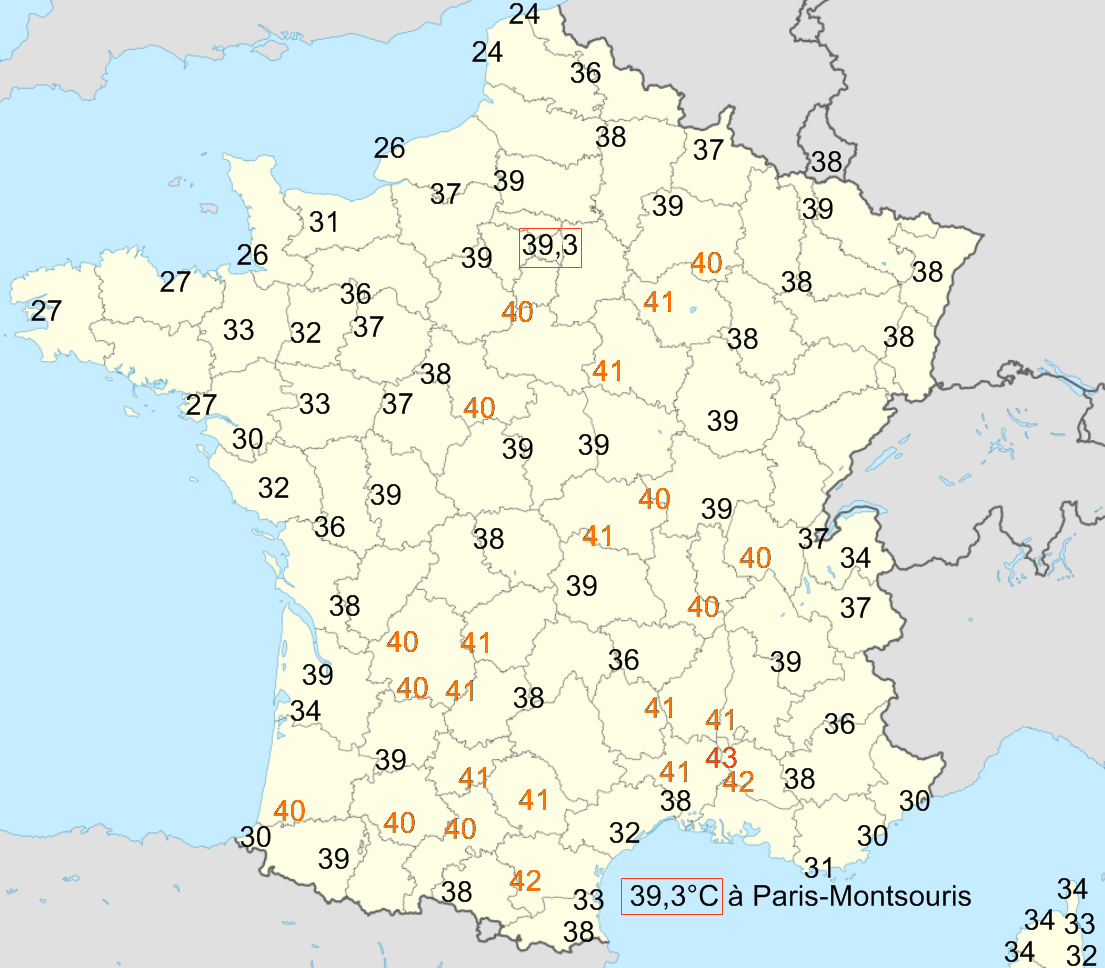
Carte des températures maximales relevées en France le 12 août 2003 (jour le plus chaud de l'année) d'après Météo-France.

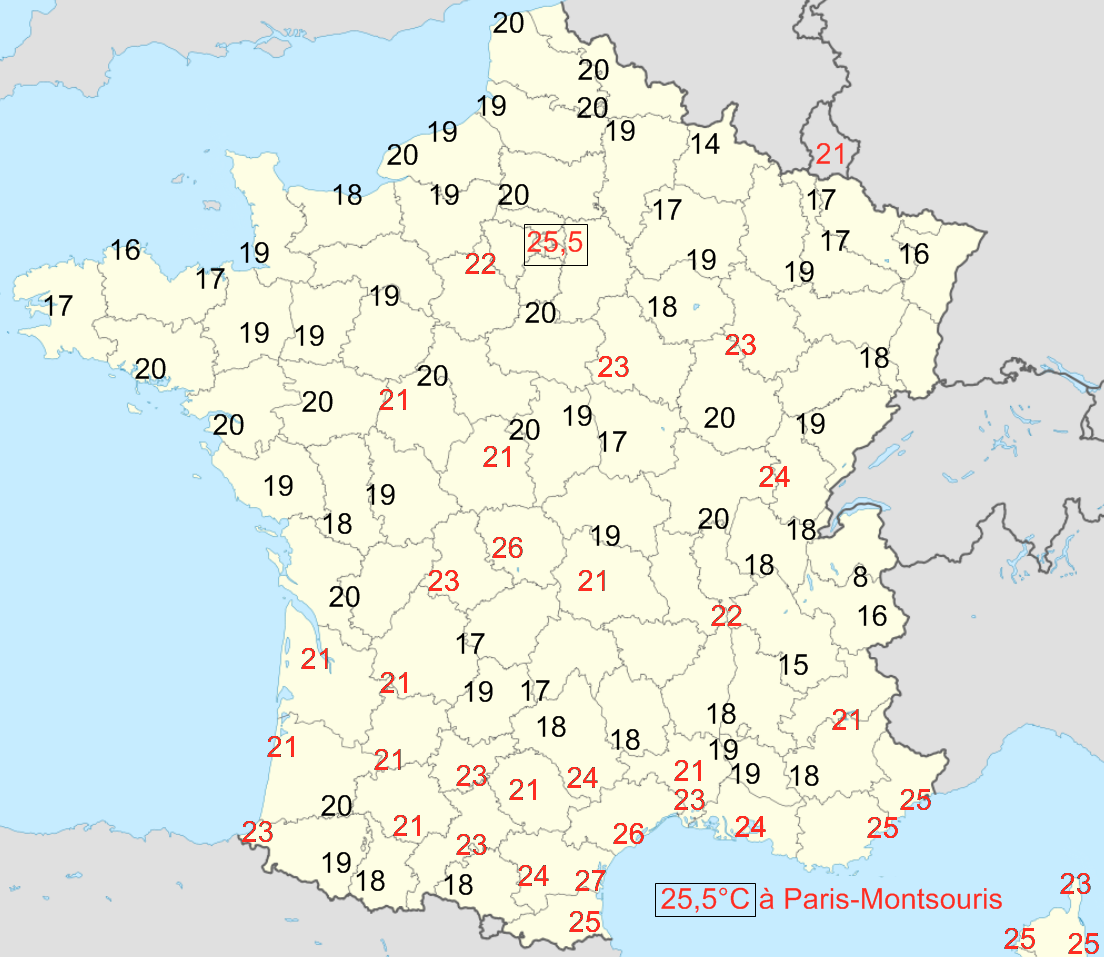
Carte des températures minimales relevées en France le 12 août 2003 (jour le plus chaud de l'année) d'après Météo-France.

Le continent européen est diversement affecté. Les pays du sud sont particulièrement touchés : la France (plus particulièrement sa moitié sud), l'Italie (surtout le nord), l'Espagne et le Portugal. À Amareleja, dans l'Alentejo, au sud du Portugal, la température historique record de 47,4 °C est atteinte le 1er août.

### Causes
La canicule exceptionnelle de 2003 a été causée par un long bloc Oméga, soit une circulation atmosphérique d'altitude complètement bloquée. Ainsi, un anticyclone a été détaché du flux zonal, circulant normalement d'ouest en est par un puissant flux ininterrompu d'air très chaud et très sec remontant directement du Maghreb et d'Afrique du Nord sur l'Europe, ce qui a occasionné des températures estivales exceptionnellement élevées sur la plus grande partie de l'Europe de l'Ouest,. Deux systèmes dépressionnaires pratiquement immobiles encadraient l'anticyclone. Les hautes pressions ont empêché pendant cette longue période la formation de nuages et il en est résulté un fort déficit pluviométrique. Le courant-jet étant positionné beaucoup plus au nord que d'habitude a empêché l'air frais de pénétrer sur l'Europe, empêchant le renouvellement de l'air et son rafraîchissement.
La canicule fait suite ou s'accompagne d'autres paramètres météorologiques, qui bien que non exceptionnels, en amplifient les conséquences, comme une sécheresse printanière et de début d'été importante, en particulier en France, la plupart des départements subissant un fort déficit hydrique. Ainsi, la pluviométrie de février à août est partout déficitaire par rapport aux moyennes, notamment dans le Centre-Est[précision nécessaire] et la Corse, où le déficit dépasse les 50 %.
Par ailleurs, la première quinzaine d'août, les 11 et 12 août en particulier, a été caractérisée par des vents très faibles, ce qui a eu pour conséquence de limiter le renouvellement de l'air, et donc d'amplifier des pics de pollution à l'ozone (habituels à cette période de l'année). Ce faible renouvellement de l'air est par ailleurs à l'origine d'un pic de pollution au dioxyde d'azote.

### Statistiques
L'Andalousie (46,2 °C à Cordoue, 45,2 °C à Séville et 45,1 °C à Jerez) et l'Estrémadure (45,0 °C à Badajoz) mises à part, c'est en France que les records de températures et la durée de la vague de chaleur sont les plus exceptionnels[style à revoir], d'après les relevés établis depuis 1950.
La canicule touche le sud du Royaume-Uni, le Benelux, la Suisse, les régions de l'ouest et du sud de l'Allemagne, ainsi que le Danemark. Des températures records sont enregistrées comme 38,5 °C à Faversham au Royaume-Uni, 32 °C au Danemark. Dans ces pays, comme en Belgique, l'intensité du phénomène est moins sensible qu'au sud de l'Europe.

#### France
Selon Météo-France, des températures supérieures à 35 °C sont relevées dans les deux tiers des stations. Des températures supérieures à 40 °C sont relevées dans 15 % des villes. La Bretagne connaît son record de température, dépassant 40 °C. Toujours selon Météo-France, « cette période de canicule dépasse de très loin tout ce qui a été connu depuis 1873 par son intensité et sa longueur tant au niveau des températures minimales, maximales que moyennes ».
Le record absolu de l'épisode, concernant l'ensemble des stations est de 44,1 °C à Conqueyrac et à Saint-Christol-lès-Alès dans le Gard le 12 août 2003.
À Auxerre, il y a eu sept jours avec une température supérieure à 40 °C, six jours à Romorantin et Montélimar, cinq jours à Gourdon et Orange, et quatre jours à Mont-de-Marsan, Bergerac, Auch et Toulouse. Il a fait 43,1 °C à Decize dans la Nièvre, 43,9 °C à Saint-Géry dans le Lot, 43,2 °C à Donnezac en Gironde, ainsi que 43 °C à Thouars dans les Deux-Sèvres
À Paris, la température a dépassé les 39 °C, avec neuf jours de températures supérieures à 35 °C. Les records de températures estivales moyennes de 1947 et 1976 sont battus. La température record depuis les premiers relevés datant de 1873 est atteinte à Paris dans la nuit du 10 au 11 août : 25,5 °C.

## Conséquences de la canicule

### Population

#### En Allemagne
En Allemagne, la température record de 40,4 °C est atteinte à Roth, en Bavière. Toutefois, certains experts supposent que les températures les plus hautes se situaient dans la plaine du Rhin Supérieur, connue pour ses températures élevées. Dans quelques stations privées comme à Mannheim ou Frankenthal des températures dépassant 41 °C ont été relevées, toutefois non reconnues par les statistiques officielles. Les taux des précipitations étant diminués de moitié par rapport à la moyenne, les rivières ont été à leur niveau le plus bas du siècle [réf. souhaitée], et les navires de commerce n'ont pu emprunter l'Elbe et le Danube. Environ 7 000 personnes sont décédées en Allemagne durant la canicule.

#### En Belgique
En Belgique, les statistiques font état de 99 décès durant la période de la canicule. Ces décès sont dus aux fortes chaleurs, mais aussi aux fortes concentrations en ozone.

#### En Espagne
Il y a eu 141 morts en Espagne. Les records de températures ont été dépassés dans plusieurs villes dont 45,1 °C à Jerez, 45 °C à Badajoz, 43,4 °C à Huelva. Cette vague de chaleur s'est fait plus sentir dans le nord de l'Espagne, habituellement plus frais. Ainsi, des records de température ont été atteints à Gérone avec 41 °C, 38,8 °C à Burgos, 38,6 °C à Saint-Sébastien, 36 °C à Pontevedra et 36 °C à Barcelone. Dans d'autres villes, les températures ont été très élevées comme à Cordoue avec 46,2 °C et Séville avec 45,2 °C mais ce n'était pas le record historique.

#### En France

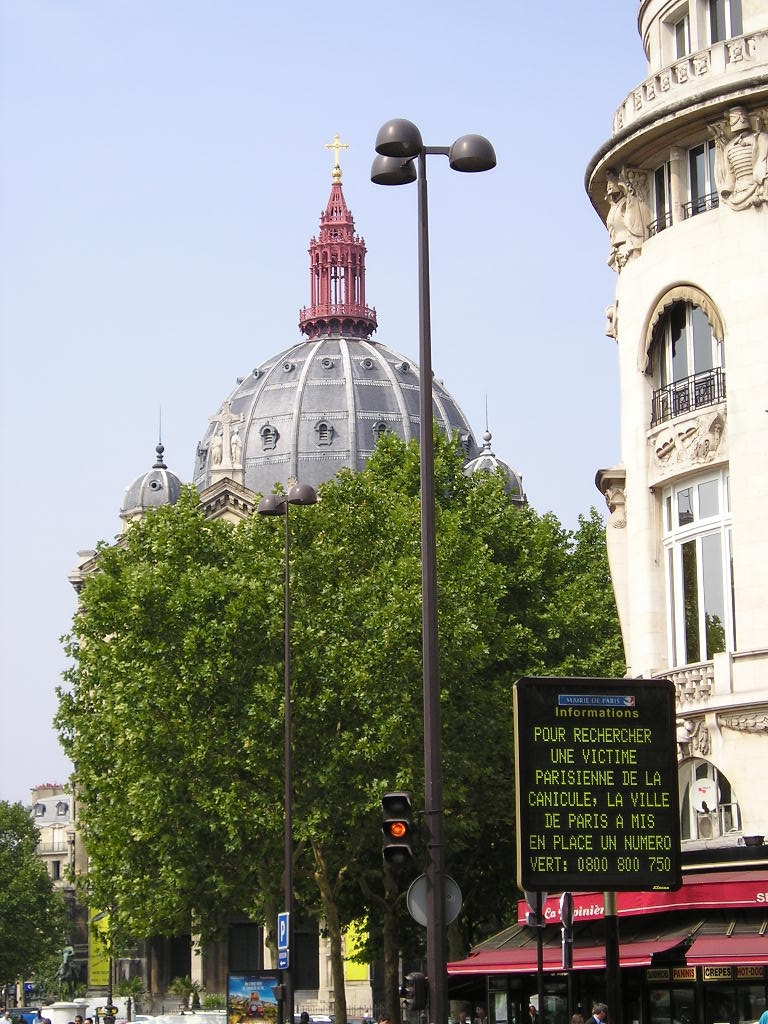
Affichage municipal à Paris avec le numéro de téléphone gratuit pour connaître le nom des personnes décédées à cause de la canicule.

Différentes sources (Inserm, Insee, INED, Cour des Comptes) convergent vers une estimation d'environ 15 000 décès en excès durant les deux premières décades d'août 2003. Ce chiffre est établi en comparant le nombre de décès observé à un nombre de décès attendu calculé sur la base assez stable des nombres de décès observés à une période de la saison comparable lors des années précédentes.
Selon une première estimation de l'Institut de veille sanitaire (InVS) remise au ministre de la Santé Jean-François Mattei, la canicule a fait 11 435 morts du 1er au 15 août.
Une étude de l'Inserm publiée en deux temps, le 25 septembre (rapport d'étape) puis le 26 octobre 2004 (rapport définitif), fait état d'environ 15 000 morts (période du 1er au 20 août) soit une surmortalité de 55 %.
Les 11 et 12 août sont les plus meurtriers. Ceci pourrait être dû à un effet d'accumulation des jours chauds précédents, à des températures nocturnes très élevées ou à l'absence de vent, le manque de ventilation engendrant des pics de taux de dioxyde d'azote qui s'ajoutent à la pollution par l'ozone. Cependant, la relation entre le couple climat-pollution et la mortalité étant encore mal connue, aucune explication définitive n'a pour l'instant été donnée.
Les chambres mortuaires sont rapidement saturées, la chaleur importante ne permettant pas de conserver les dépouilles dans une pièce non réfrigérée. Un hangar réfrigéré du marché international de Rungis, centre logistique de transport de marchandises agro-alimentaires dans la banlieue parisienne, est mis à disposition afin d'y entreposer temporairement les dépouilles. Au 24 août, en région parisienne, ce sont encore 300 corps non réclamés par les familles qui attendent une inhumation à Rungis et dans des camions frigorifiés à Ivry-sur-Seine,.
Alors que les services de l'État s'étaient mobilisés au mois de juillet sur la question des incendies de forêts, ils tardent à prendre conscience du drame humain que la canicule est en train de provoquer. Les premières alarmes sont lancées par le président du Conseil national de l'air (Jean-Félix Bernard,) et par les responsables des services d'urgence (dont Patrick Pelloux) dans les hôpitaux qui se voient débordés. Alors que la canicule s'estompe après le 15 août, les autorités françaises sont pointées du doigt pour la lenteur de la mise en route du plan d'urgence : le plan blanc. Les images à la télévision du premier ministre, Jean-Pierre Raffarin, dans la fraîcheur alpine de Combloux, et de son ministre de la santé, Jean-François Mattei, questionné le 10 août dans son lieu de villégiature dans le Var, vêtu d'un polo dans sa maison de campagne, ont un effet désastreux dans l'opinion, renforçant l'impression d'un gouvernement non mobilisé et inactif,. Le ministre Jean-François Mattei obtiendra la démission de son directeur général de la santé, Lucien Abenhaïm. Le président de la République, Jacques Chirac, dont le silence est critiqué par l'opposition de gauche et d'extrême droite, s'exprime deux semaines après la fin de la crise, à son retour de vacances du Canada. Il nie la responsabilité de l'exécutif dans la tragédie et souligne le manque de solidarité entre citoyens, déplorant la dégradation du lien social, notamment envers les personnes âgées. Le président annonce notamment une révision des services de prévention et d'alerte, ainsi que des services de secours et d'urgence.
Le 3 septembre 2003, Jacques Chirac et le maire de Paris Bertrand Delanoë assistent à la cérémonie d'inhumation au cimetière parisien de Thiais (Val-de-Marne) des 57 victimes parisiennes de la vague de chaleur exceptionnelle de début août dont les dépouilles n'ont pas été réclamées par des proches.
L'ampleur tragique des événements de l'été 2003 manifeste la faiblesse du lien intergénérationnel dans la société française qui, en Europe, a la deuxième mortalité la plus importante pour les personnes âgées après l'Italie (le record italien de 20 000 morts a été caché jusqu'en 2005).
Plusieurs dizaines de décès sont également dus aux incendies de forêt. Ainsi, le 12 août, au moins 24 morts sont à déplorer.
L'espérance de vie à la naissance en France recule cette année-là de 1,2 mois pour les femmes. C'est le premier recul enregistré depuis le début des Trente Glorieuses. L'espérance de vie des femmes à 70 ans et plus recule de plus de 2 mois (2,4 mois pour l'espérance de vie à 85 ans). L'accroissement de l'espérance de vie à la naissance des hommes en 2003 est positif, mais très faible (1,2 mois). À partir de 70 ans, l'espérance de vie des hommes recule (2 mois à 95 ans).
La mortalité observée sur l'ensemble de l'année 2003 (en incluant l'hiver qui a suivi la canicule) a également été en excès de 15 000 décès par rapport à la mortalité attendue. L'excès de décès pendant la canicule n'a donc été ni compensé par une sous mortalité dans les quatre mois qui ont suivi, ni suivi d'une surmortalité persistante qui aurait pu résulter d'une fragilité accrue de la population. Cependant, l'espérance de vie à la naissance en 2004 connaîtra un rebond exceptionnel (10,6 mois pour les hommes, 11 mois pour les femmes).
Selon un communiqué du 22 mars 2007 de l'Inserm, le nombre de décès du fait de la canicule 2003 s'élève à 19 490 en France et à 20 089 en Italie ; pour l'ensemble de l'Europe, il est de l'ordre de 70 000. Le chiffre de 25 000 morts des conséquences de la canicule est avancé par les syndicats des urgentistes de France.
De plus, la canicule en France en 2003 montre comment les conséquences d'une vague de chaleur résultent de l'imbrication de causes naturelles et de facteurs socio-politiques. Bien que les possibles conséquences sanitaires d'une vague de chaleur soient connues et décrites dans la littérature scientifique avant 2003, peu de mesures préventives étaient prévues et l'impact des épisodes précédents sur la mortalité (par exemple 1976) était resté inaperçu. Jusqu'aux événements de 2003, les vagues de chaleur étaient un risque fortement sous-estimé dans le contexte français, ce qui explique en partie le nombre élevé de victimes.

#### En Italie
Le 27 juin 2005, l'Institut national des statistiques d'Italie annonce que 18 000 décès supplémentaires par rapport à l'année précédente ont eu lieu durant la période de juin à septembre 2003. La précédente estimation, datant de l'automne 2003, était de 8 000 décès.
Une estimation, fondée sur l'analyse de la série mensuelle des décès, corrigée des variations saisonnières, et faite par l'Observatoire démographique européen (ODE), estime à 5 680 le nombre de décès provoqués par la canicule en août 2003 et à 12 860 l'excédent des décès, toutes causes confondues, de juin à août. Cela représenterait une surmortalité de 11,9 % en août. La surmortalité italienne est à prendre avec précautions parce que les vrais chiffres n'ont été dévoilés que deux ans après la canicule de 2003, de plus elle n'a pas été significative en Italie.

#### Au Luxembourg
L'administration des services techniques de l'agriculture a enregistré le 8 août 2003 une température maximale de 41,5 °C pour la station d'Oberkorn, qui se situe dans une localité proche de la frontière franco-luxembourgeoise à côté de Hussigny-Godbrange (Meurthe et Moselle). Des températures supérieures à 40 °C ont également été mesurées le long de la Moselle au Luxembourg. Ce sont jusqu'à présent les températures les plus hautes jamais mesurées au Grand-Duché de Luxembourg.
Des statistiques précises sur le nombre de morts liées à la canicule de 2003 n'existent pas pour le Luxembourg. Une estimation, fondée sur l'analyse de la série mensuelle des décès, corrigée des variations saisonnières et faite par l'Observatoire démographique européen (ODE), estime à 55 le nombre de décès provoqués par la canicule en août 2003. Cela représenterait une surmortalité de 16,6 %.

#### Au Portugal
Le même calcul que pour la France indique que la longue vague de chaleur aurait provoqué la mort de 1 316 personnes entre la fin juillet et le 12 août, dont plus de la moitié avait plus de 75 ans. Le nombre de morts est cependant moins élevé qu'en 1981 (1 900 morts), grâce au déclenchement de mesures d'urgence. Le bilan de la surmortalité en 2003 selon les critères de l'Organisation mondiale de la santé est revu en forte baisse (9 % à la date du 10 septembre).
Une estimation, fondée sur l'analyse de la série mensuelle des décès, corrigée des variations saisonnières, et faite par l'Observatoire démographique européen (ODE), estime à 2 310 le nombre de décès provoqués par la canicule en août 2003. Cela représenterait une surmortalité de 25,9 %.

#### Au Royaume-Uni
Au Royaume-Uni, un nouveau record de 38,5 °C est enregistré à Brogdale Orchards situé à un mile au sud-est de Faversham dans le Kent, le 10 août 2003. Le record précédent était 37,1 °C, enregistré à Cheltenham.
Une analyse rétrospective en 2005 montre que la vague de chaleur a causé 2 139 morts supplémentaires au Royaume-Uni pour la période du 4 au 13 août 2003.

#### En Suisse
En Suisse, la température la plus élevée est mesurée à Grono, 41,5 °C le 11 août, établissant un nouveau record national.
Le 24 mai 2005, le directeur de l'Office fédéral de la santé publique a indiqué que la canicule de 2003 avait fait 975 victimes en Suisse, soit une surmortalité de 7 % entre juin et août. Cependant, il ne faut pas comparer directement ce chiffre avec celui estimé pour la France car le chiffre de 55 % d'excès de mortalité est pour la période du 1er août au 20 août. Pour comparer les données entre les deux pays, il faut plutôt faire la comparaison suivante. Si on compare avec la surmortalité en France sur la même période en utilisant l'estimation haute donnée plus haut (20 000 morts) avec une population de 60 144 000 habitants, on obtient un excès d'environ 3,33 morts pour 10 000 habitants. En faisant la même comparaison pour la partie de la Suisse touchée par la canicule (Suisse romande et canton de Bâle essentiellement qui comptent environ 2 320 000 habitants en 2006) et le nombre de décès en excès en Suisse, on obtient 4,2 morts pour 10 000 habitants. Les chiffres sont du même ordre de grandeur dans la Suisse touchée par la canicule et en France. Les villes les plus touchées ont été Bâle, Genève et Lausanne. Sur le moment, les autorités ont sous-estimé l'ampleur de l'hécatombe, parlant alors de 300 victimes. La surmortalité officielle de 7 % entre juin et août ne doit pas être comparée avec le chiffre français de 55 % donné sur la période la plus critique de la canicule.
Une estimation, fondée sur l'analyse de la série mensuelle des décès, corrigée des variations saisonnières et faite par l'Observatoire démographique européen (ODE), estime à 480 décès provoqués par la canicule en août 2003. Cela représenterait une surmortalité de 9,2 %.

### Écosystèmes

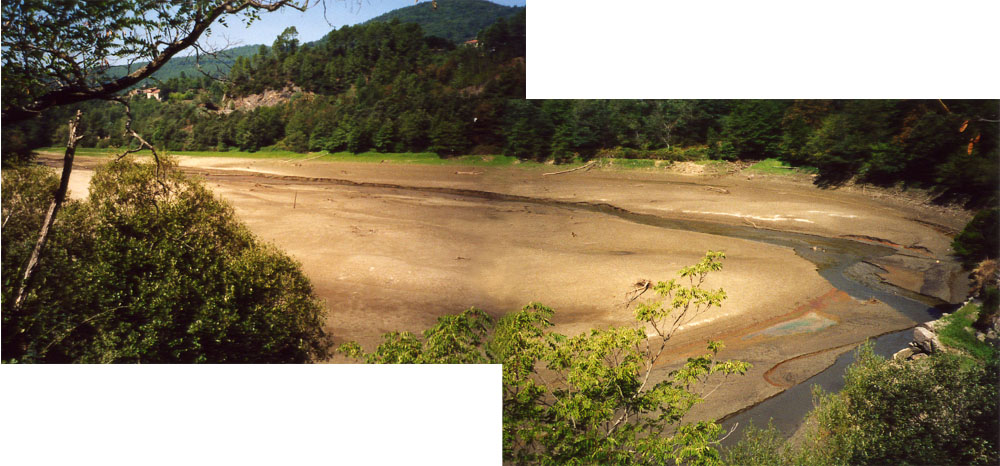
Le Gardon à sec, mi-août 2003.

Les conséquences sont multiples, mais ne découlent pas nécessairement de la seule canicule. En juillet 2003, la situation écologique était déjà inhabituelle dans de nombreux départements français, ceci en raison d'un début d'hiver assez doux, suivi d'une brutale chute de température début janvier 2003 et de très basses températures au cours du printemps, expliquant déjà des dégâts importants dans certaines régions (tels que gel de nombreux arbres fruitiers, gel du colza dans le centre de la France). Des températures plus élevées que la normale et un déficit hydrique sur la majorité des départements ont affaibli de nombreux écosystèmes (par exemple, réserve en eau des sols au plus bas, végétation déjà sèche début août).

#### Forêts
Les dégâts sur les forêts sont de deux types :

##### Feux de forêts
D'une part, de nombreux incendies sont à l'origine de la destruction de grands pans de forêt, d'autre part, au-delà de la simple disparition d'un écosystème, les espèces végétales constituant la biocénose sont endommagées. Certaines chaînes alimentaires pouvant être rompues, il est probable qu'il en résulte des dommages sur le reste des êtres vivants faisant partie de ce système naturel et plus généralement une perte de biodiversité dans les écorégions méditerranéennes.
Des incendies de forêts importants se produisent dans le sud de la France, en Espagne et au Portugal.
En particulier, les incendies ont ravagé 40 % de la superficie totale des forêts portugaises et provoqué la mort de 18 personnes. En Espagne, 300 km2 de forêt ont disparu, dont plus de 13 km2 au nord-est, en Catalogne.

##### Insectes, stress hydrique
La forêt française, déjà atteinte lors de la tempête de 1999, est touchée par la canicule. En plus des incendies, de nombreux arbres ont séché sur pied. Dans l'est de la France, la canicule a favorisé l'invasion des plantations d'épicéas par les bostryches, ce qui corrobore les observations récentes des entomologistes de la présence de plus en plus importante (ou même de l'apparition) vers les régions septentrionales d’insectes jusqu'alors habituellement présents au sud.
La sécheresse engendrant un stress hydrique se cumulant à l'effet du ralentissement photosynthétique de la végétation provoqué par la canicule, les conséquences sur la flore sont considérables.

#### Agrosystèmes et économie rurale
La production agricole française est touchée par la canicule, et ce d'autant plus que celle-ci suit un hiver au cours duquel une brutale chute de température avait endommagé de nombreuses cultures, et un printemps exceptionnellement sec dans la majorité des régions : la moisson est avancée et les rendements diminuent fortement.
Les récoltes d'automne (ensilage de maïs, moisson de tournesol, soja, maïs, vendanges) se déroulent un peu partout avec un mois d'avance. Dans plusieurs départements, des phénomènes de grêle ont suivi la canicule, endommageant certaines cultures (maïs et vigne en particulier). Une production vinicole d'excellente qualité est cependant attendue, en raison des fortes températures ayant accéléré la maturation des grains.
Le foin et l'ensilage sont très touchés, provoquant une grave pénurie de fourrage pour le bétail dans de nombreux départements français.
Conséquence directe de la canicule, plusieurs millions de volailles meurent dans les poulaillers industriels non climatisés.
Les conséquences économiques de la sécheresse et de la canicule sont estimées par les syndicats agricoles à quatre milliards d'euros de pertes de chiffre d'affaires ; 59 départements français demandent la mise en place du fonds d'aide calamités agricoles. Selon l'INRA, les pertes occasionnées par les effets de la canicule peuvent atteindre 50 % dans certaines régions et pour certaines cultures ou récoltes fourragères. Les régions les plus touchées sont le Massif central, le sud-ouest et l'est de la France.
« La sécheresse favorise la hausse des cours des céréales », au point que durant la canicule il a dépassé le prix atteint en 2000. Le prix du blé par tonne est ainsi passé de 100 €, en mars, à 130 €, en septembre.

### Autres conséquences

#### Bilan hydrographique

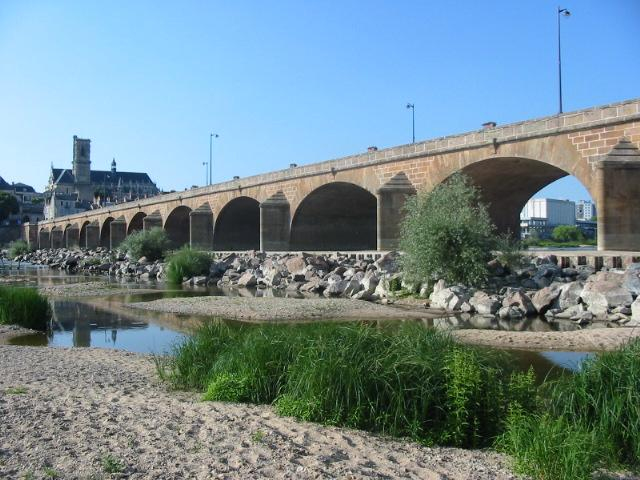
La Loire quasi à sec à Nevers (58), le 7 juin 2003.

Le Danube atteint un de ses niveaux les plus bas, et laisse apparaître des bateaux coulés par les Allemands durant la Seconde Guerre mondiale.

#### Ressources électriques
En France, la société nationale EDF demande à ses gros clients de se préparer à une diminution de leur consommation en énergie, dès le début de juillet. C'est la première fois qu'elle prend de telles mesures en été. Elle prend également en charge les pertes qui résultent de cette réduction forcée de la consommation pour ces entreprises. De plus, elle rachète l'énergie que certains de ses clients produisent en surplus de leurs besoins (production endogène de ces clients), ainsi que l'énergie produite par d'autres compagnies étrangères.
La Société nationale d'électricité et de thermique (SNET) doit relancer ses quatre centrales thermiques au charbon — comme au plus froid de l'hiver — en raison de la baisse de la production hydraulique et nucléaire. Pour faire face à une pénurie d'électricité due à une surconsommation de 5 à 10 % par la population, une dérogation spéciale est accordée à certaines centrales pour rejeter des eaux du circuit de refroidissement à une température excédant de 1 °C la norme maximale, alors que la température des eaux des fleuves est déjà, avant les rejets, de 5 °C supérieure à la valeur moyenne observée au cours des 25 dernières années ; en Allemagne, le manque de vent pénalise la production d'origine éolienne et des dérogations similaires sont accordées.
Le système de distribution d'EDF, et particulièrement son réseau enterré, souffre des températures élevées. En octobre, l'entreprise publique estime à 300 millions € la surcharge financière due à la canicule. Ce chiffre ne prend pas en compte ses effets à venir notamment dus à la réserve en eau très faible des barrages.
Dans de nombreux pays, des centrales thermiques (à l'énergie nucléaire, au pétrole, au charbon, ou autres, ces différents types de centrales étant soumises aux mêmes contraintes) doivent stopper momentanément leur production. Le Danemark, pays majoritairement entouré par la mer, profite du manque d'eau de la Norvège, de la Suède et en Europe centrale, et dépasse ses records d'exportation d'électricité, principalement produite par des centrales à charbon, les lacs ayant un niveau trop faible en raison de faibles précipitations du printemps.

#### Infrastructures et bâtiments
Dans de nombreux départements, à la suite du retrait (crevasses) de certains types de sols à forte teneur en argile, des fissures apparaissent dans les constructions : une modification des normes de construction est prévue pour 2004.
Certaines infrastructures voient leurs contraintes augmenter, comme celles de la SNCF, le réseau routier, ou les voies navigables (fermeture de canaux à la circulation). La SNCF a connu des incidents de rupture de caténaires liés à la dilatation des fils de contact, en revanche les voies posées en LRS n'ont pas souffert. Il y a eu aussi quelques incidents dus à des disjonctions automatiques de la climatisation, celle-ci n'étant pas prévue pour fonctionner à des températures élevées (au-delà de 35 °C) sur certaines rames Corail construites vers la fin des années 1970.
Il est envisagé de construire des tours de réfrigération comparables à celles de l'industrie nucléaire près des zones les plus vulnérables (cuvette et à forte densité humaine).

## Mesures prises à la suite de cette canicule

### En France

#### Plan national canicule
Mis en place à la suite de la canicule de 2003, le Plan national canicule (PNC) a pour objectifs de prévenir l'arrivée d'une canicule et de coordonner les moyens mis en place aux niveaux local et national pour limiter les effets sanitaires de celle-ci.
Il contient quatre niveaux, en coordination avec les niveaux de vigilance météorologique de Météo France, qui entraînent des actions graduées :
- le niveau 1, « veille saisonnière », est automatique : il s'active sur l'ensemble du territoire, chaque année du 1er juin au 31 août ;
- le niveau 2, « avertissement chaleur », fait écho au passage au niveau jaune de vigilance météorologique : l'Institut de veille sanitaire alerte le ministre qui alerte les préfets des départements concernés ;
- le niveau 3, « alerte canicule », fait écho au passage au niveau orange de vigilance météorologique : au niveau national, entrée en action du Centre opérationnel de gestion interministérielle des crises (Cogic) ; au niveau local, les préfets déclenchent les plans blancs (hôpitaux), Orsec (service de secours ; ex-Plan rouge) et vermeil (personnes vulnérables) ;
- le niveau 4, « mobilisation maximale », fait écho au passage au niveau rouge de vigilance météorologique : la crise devient intersectorielle et nécessite une coordination maximale de la réponse de l'État ; le Premier ministre peut confier la conduite opérationnelle de la crise à un ministre et ainsi activer la Cellule interministérielle de crise. Ceci peut se traduire par un renforcement des plans, le déploiement de l'armée ou la réquisition des médias par exemple.

Le ministère chargé de la santé, Jean-François Mattei, et les Agences régionales de santé publient sur leurs sites internet la version en vigueur pour l'année du Plan national canicule.

#### Journée de solidarité
Une partie des bénéfices de cette journée est prélevée par l'État, cet argent devait au départ être destiné aux personnes handicapées, et a été étendu à l'aide envers les personnes âgées, après la canicule de l'été 2003.
- Depuis le 1er juillet 2004, les employeurs versent à l'État une cotisation dite « de solidarité autonomie » (0,3 % des salaires soumis à cotisations Urssaf), destinée initialement à financer les mesures préventives,
- en contrepartie du droit de faire travailler leurs salariés une journée supplémentaire par an, qui est par défaut le lundi de Pentecôte, qui reste un jour férié mais d'un type particulier,
- Le bénéfice résultant de l'écart entre les deux versements profite donc à l'entreprise[pas clair].

Cette mesure a été plutôt bien appréciée par l'opinion publique au moment où elle a été annoncée (septembre 2003). Mais rapidement, l'opinion s'est inversée, notamment grâce aux travaux du CAL, Collectif des Amis du Lundi, et au vu du « grand bazar » causé chaque année par ce jour qui était devenu mi-chômé mi-travaillé. En effet, un grand nombre de sociétés avaient offert cette journée à leurs salariés ou avaient préféré maintenir le lundi de Pentecôte chômé contre un jour de congé. On estime qu'en 2007, seulement quatre Français sur dix étaient au travail[source insuffisante].
Le dernier gouvernement de Villepin, avait prévu de revoir cette loi, en laissant plus de flexibilité aux entreprises et aux salariés quant à cette journée de solidarité. Début 2008, le gouvernement Fillon a annoncé qu'il laisserait le choix du jour aux entreprises, mesure qui avait été demandée par le CAL.

#### Mesures préventives au travail
- Le ministère du Travail a diffusé une circulaire le 15 juin 2004 énonçant les principales obligations légales et réglementaires des employeurs en cas de fortes chaleurs.
- La canicule de l'été 2003 ayant entraîné plusieurs accidents du travail, dont certains mortels, l'Institut national de recherche et de sécurité (INRS) met à disposition sur son site un dossier d'information intitulé Travailler par de fortes chaleurs en été[41].